# Helicobacter pylori
Helicobacter pylori (вимовляють гелікоба́ктер піло́рі) — спіралеподібна паличкоподібна грамнегативна бактерія, що інфікує різні області шлунка і дванадцятипалої кишки. Більшість випадків виразкової хвороби шлунка і дванадцятипалої кишки, гастритів, дуоденітів і деякі випадки лімфом шлунка та раку шлунка етіологічно пов'язані з інфікуванням Helicobacter pylori. Проте, хоча значна частина населення інфікована цією бактерією, більшість заражених не проявляють жодних ознак хвороби.
Види роду Helicobacter є ацидофільними екстремофілами, єдиними відомими на сьогодні мікрорганізмами, здатними тривало виживати в надзвичайно кислому, майже анаеробному середовищі шлунка й колонізувати його слизову оболонку. Спіралеподібна форма бактерії, від якої походить родова назва Helicobacter, як уважають, пов'язана з розвитком у цієї бактерії здатності проникати в слизову оболонку шлунка і дванадцятипалої кишки, оскільки така форма полегшує її рух у слизовому гелі, що покриває стінки травного тракту.

## Історія відкриття
У 1875 році група німецьких вчених виявила спіралеподібну бактерію у слизовій оболонці шлунка людини. Як це часто буває, бактерія не росла в культурі (на відомих у той час штучних поживних середовищах), і це випадкове відкриття було зрештою забуте.
У 1893 році італійський дослідник Джуліо Біззоцеро описав схожу спіралеподібну бактерію, що живе в кислому вмісті шлунка собак.
У 1899 році польський професор Валерій Яворський з Ягеллонського університету, у Кракові, досліджуючи осад з промивних вод шлунка людини, виявив крім бактерій, що нагадували за формою лозини, також деяку кількість бактерій характерної спіралеподібної форми. Він назвав бактерію, яку виявив, Vibrio rugula. Яворський був першим, хто припустив можливу етіологічну роль цього мікроорганізму в патогенезі захворювань шлунка. Його праця на цю тему була включена в польський «Посібник із захворювань шлунка». Проте ця робота не мала великого впливу на решту медичного й наукового світу, оскільки була написана польською мовою.
Бактерія була знов відкрита в 1979 році австралійським патологом Робіном Ворреном, який потім, починаючи з 1981 року, провів подальші її дослідження разом з Баррі Маршаллом. Воррену й Маршаллу вдалося виділити й ізолювати цей організм із проб слизової оболонки шлунка людини. Вони також були першими, кому вдалося культивувати цей організм на штучних поживних середовищах. В оригінальній публікації Воррен і Маршалл висловили припущення, що більшість виразок шлунка та гастритів людини викликає інфікування цією бактерією, а не стрес або остра їжа, як уважали раніше.

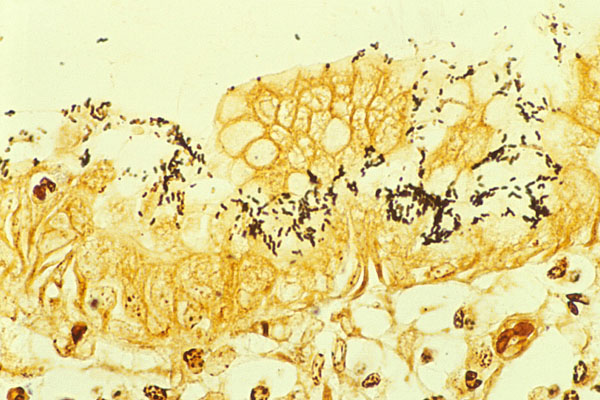
Гистологічний препарат слизової оболонки шлунка, що демонструє гелікобактерний гастрит і колонізацію слизової оболонки бактерією Helicobacter. Забарвлення сріблом за Вартіном-Старрі.

Медичне і наукове співтовариства повільно й неохоче визнавали патогенетичну роль цієї бактерії в розвитку виразкової хвороби шлунка і дванадцятипалої кишки та гастритів, унаслідок поширеного на той час переконання, що жоден мікроорганізм нездатний вижити скільки-небудь тривалий час у кислому середовищі шлунка. Визнання науковим співтовариством етіологічної ролі цього мікроба в розвитку захворювань шлунка почало поступово приходити лише після того, як були проведені додаткові дослідження. Одним із найпереконливіших експериментів у цій області був поставлений Баррі Маршаллом: він свідомо випив уміст чашки Петрі з культурою бактерії H. pylori, після чого в нього розвинувся гастрит. Бактерія була виявлена в слизовій оболонці його шлунка, тим самим були виконані три з чотирьох постулатів Коха. Четвертий постулат був виконаний, коли на другій ендоскопії, через 10 днів після навмисного зараження, були виявлені ознаки гастриту і присутність H. pylori. Потім Маршалл зумів продемонструвати, що він може вилікувати свій гелікобактерний гастрит за допомогою 14-денного курсу лікування солями вісмуту і метронідазолом. Маршалл та Воррен потім пішли далі й зуміли показати, що антибіотики ефективні в лікуванні багатьох, якщо не більшості, випадків гастриту й виразкової хвороби шлунка та дванадцятипалої кишки.
У 1994 році американський Національний інститут охорони здоров'я опублікував експертну думку, яка затверджувала, що більшість рецидивних виразок шлунка й гастритів з підвищеною кислотністю викликає інфекційна бактерія H. pylori, і рекомендував включати антибіотики в терапевтичні режими при лікуванні цих хвороб. Поступово накопичувалися дані також про те, що виразки дванадцятипалої кишки і дуоденіти також пов'язані з інфікуванням H. pylori. У 2005 році першовідкривачі бактерії Робін Воррен і Баррі Маршалл були удостоєні Нобелівської премії з фізіології і медицини.
До того, як стала зрозуміла роль інфекції Helicobacter pylori в розвитку виразок шлунка і дванадцятипалої кишки та гастритів, ці хвороби зазвичай лікували ліками, що нейтралізують кислотність (антациди) або знижують її продукцію в шлунку (інгібітори протонного насосу, антагоністи H2-гістамінових рецепторів, холінолітики та ін.). Хоча таке лікування у ряді випадків бувало ефективним, виразки і гастрити вельми часто рецидивували після припинення лікування. Дуже поширеним препаратом для лікування гастритів і пептичних виразок шлунка і дванадцятипалої кишки був субсаліцилат вісмуту (пепто-бісмол). Хоча він часто був ефективним, цей препарат вийшов з вживання, оскільки його механізм дії залишався незрозумілим. Сьогодні відомо, що ефект пепто-бісмола був обумовлений тим, що солі вісмуту діють на Helicobacter pylori як антибіотик. Сьогодні більшість випадків виразок лікують антибіотиками, ефективними проти H. pylori.
Бактерія була спочатку названа Campylobacter pyloridis, потім Campylobacter pylori (після корекції назви відповідно до латинської граматики), і лише в 1989 році, після того, як аналіз послідовностей ДНК цієї бактерії показав, що насправді вона не належить до роду Campylobacter, її і близькі нею види виділили в окремий рід, Helicobacter. Назва pylori походить від слова «pylōri» (тобто той, що належить до pilorus — циркулярного жому, що перекриває прохід з шлунка в дванадцятипалу кишку), яке, у свою чергу, походить від грецького слова πυλωρός, що буквально означає «сторож».
Хоча H. pylori і залишається найбільш медично значимою бактерією, що населяє шлунок людини, у інших ссавців і деяких птахів були знайдені інші представники роду Helicobacter. Деякі з них здатні заражати і людину. Види роду Helicobacter були також виявлені в печінці деяких ссавців, причому вони здатні викликати ураження і захворювання печінки.

## Будова

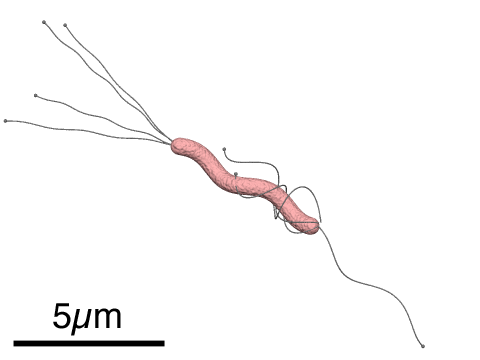
Розміри і схематична будова H. pylori

Helicobacter pylori — спіралеподібна грамнегативна бактерія, близько 3 мікронів у довжину, діаметром близько 0,5 мікрона. Вона має 4-6 джгутиків і здатна надзвичайно швидко рухатися навіть в густому слизі або агарі. Вона мікроаерофільна, тобто вимагає для свого розвитку наявність кисню, але в значно менших концентраціях, ніж атмосферні.
Бактерія містить гідрогеназу, фермент, що може використовуватися для отримання енергії шляхом окиснення молекулярного водню, що виділяється іншими кишечними бактеріями. Бактерія також виробляє оксидазу, каталазу і уреазу.
Helicobacter pylori має здатність формувати біоплівки, в яких внутрішні шари захищені від дії кислоти та інших шкідливих чинників зовнішнім шаром слизу і бактерій та переходу від спіральної до кокової форми. Ймовірно, обидва фактори збільшують здатність її виживання в кислому й агресивному середовищі шлунка. Кокову форму поки що не вдалося культивувати на штучних поживних середовищах, хоча вона може спонтанно виникати в міру «старіння» культур і була виявлена в деяких водних джерелах в США та інших країнах. Кокова форма бактерії також володіє здібністю до адгезії до клітин епітелію шлунка in vitro.

## Фактори вірулентності

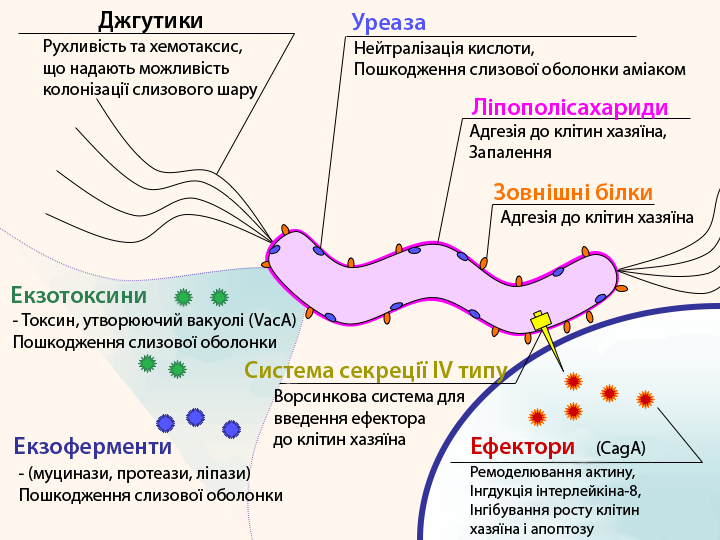
Фактори вірулентності Helicobacter

Здатність H. pylori колонізувати слизову оболонку шлунка і викликати гастрит або виразку залежить не тільки від стану імунітету організму хазяїна, але і від наявності і кількості у конкретного штаму бактерії специфічних факторів вірулентності, що визначають її специфічну взаємодію з організмом хазяїна і її патогенність.
Важливими факторами вірулентності Helicobacter є наявність у неї джгутиків, завдяки яким забезпечується швидкий рух мікроорганізму в шарі густого слизу, що захищає слизову оболонку шлунка від дії кислоти, її можливість здійснювати хемотаксис в місця скупчення інших бактерій цього виду і, в результаті, швидка колонізація слизової оболонки.
Деякі ліпополісахариди і білки зовнішньої мембрани бактерії мають властивість адгезії до зовнішньої оболонки мембран клітин слизової оболонки шлунка. Крім того, ліпополісахариди зовнішньої оболонки H. pylori викликають імунну відповідь організму хазяїна і розвиток запалення слизової оболонки.
Літичні ферменти, що секретуються бактерією в зовнішнє середовище, — муциназа, протеази, ліпаза — викликають деполімерізацию і розчинення захисного слизу (що складається в основному з муцину) і пошкодження власне клітин слизової оболонки шлунка.

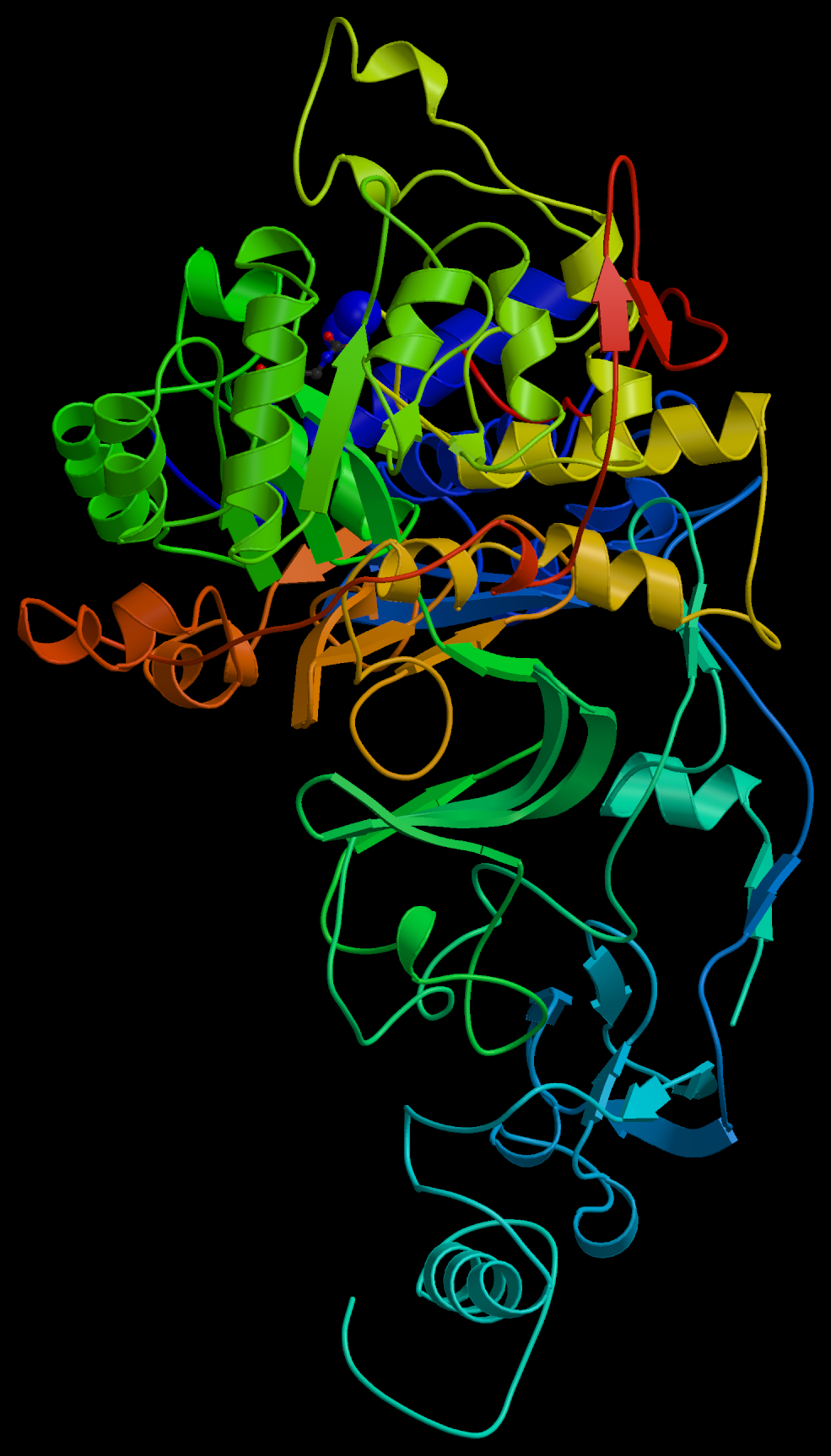
Молекулярна модель уреази H. pylori

Дуже важливу роль у вірулентності бактерії і в її здатності виживати в кислому вмісті шлунка грає секреція бактерією уреази — ферменту, що розщеплює сечовину з утворенням аміаку. Аміак нейтралізує соляну кислоту шлунка і забезпечує бактерії локальну підтримку комфортного для неї pH (близько 6-7). Одночасно з цим аміак викликає хімічне подразнення і запалення, а згодом і загибель клітин слизової оболонки шлунка.
Продукція бактерією різних екзотоксинів, зокрема, вакуолізуючого екзотоксину (продукту гена vacA), також викликає вакуолізацію, пошкодження і загибель клітин слизової оболонки шлунка.
Система секреції IV типу, що використовує ін'єкцію речовин через порожні ворсинки, може використовуватися для безпосереднього вприскування в клітки слизової оболонки шлунка різних ефекторних білків (зокрема, продуктів гена cagA), що викликають запалення, підвищення продукції інтерлейкіну-8, інгібування апоптозу і надмірний ріст певних типів клітин. Вважають, що саме цим зумовлена гіперплазія парієнтальних (кислотоутворюючих) клітин шлунка, що спостерігається при гелікобактерній інфекції, гіперсекреція соляної кислоти і пепсину, і, зрештою, підвищення ймовірності раку шлунка.
Штами H. pylori, виділені від хворих з виразкою шлунка або дванадцятипалої кишки, як правило, проявляють більшу біохімічну агресивність, ніж штами, виділені від хворих з гастритом, а штами, виділені від хворих з гастритом, зазвичай агресивніші і вірулентніші, ніж штами, виділені від безсимптомних носіїв. Зокрема, штами, виділені від хворих з виразковою хворобою, частіше бувають CagA-позитивними (тобто продукують ефекторний білок CagA). Штами, виділені від хворих з гастритом, частіше продукують екзотоксин VacA, ніж штами, виділені від безсимптомних носіїв. У патогенних штамів також вища продукція уреази, муцинази, протеаз, ліпази — відповідно вища продукція аміаку і здатність розчиняти й ушкоджувати слизову оболонку шлунка.

## Колонізація шлунка

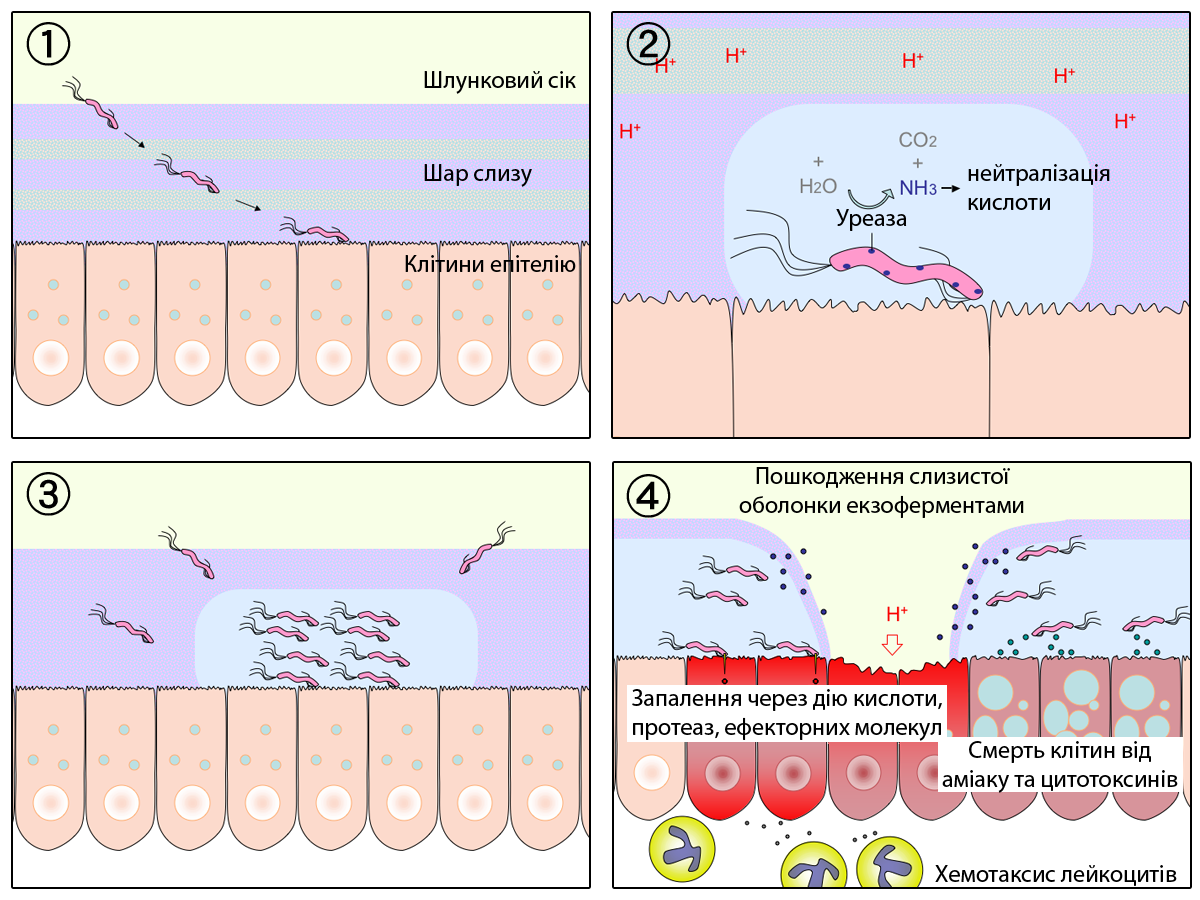
Схематичне зображення патогенезу виразки шлунка

H. pylori проникає у шлунок

На початковому етапі після попадання в шлунок H. pylori, швидко рухаючись за допомогою джгутиків, долає захисний шар слизу і колонізує слизову оболонку шлунка. Закріпившись на поверхні слизової оболонки, бактерія починає виробляти уреазу, завдяки чому в слизовій оболонці і шарі захисного слизу поблизу від зростаючої колонії збільшується концентрація аміаку і підвищується pH. По механізму негативного зворотного зв'язку це викликає підвищення секреції гастрину клітинами слизової оболонки шлунка і компенсаторне підвищення секреції соляної кислоти і пепсину, з одночасним зниженням секреції бікарбонатів. Крім цього, аміак надає безпосередню дратівливу і роз'їдальну дію на слизову оболонку шлунка, спричинює хімічний опік і запалення.
Муциназа, протеаза і ліпаза, що виробляються бактерією, викликають деполімерізацию і розчинення захисного слизу шлунка, внаслідок чого соляна кислота і пепсин дістають безпосередній доступ до клітин епітелію шлунка і починають роз'їдати їх, викликаючи хімічний опік, запалення і виразку слизової оболонки. Екзотоксини, що виробляються бактерією, викликають вакуолізацию і загибель клітин слизової оболонки. Протеази і ефекторні білки (зокрема, CagA) додатково підсилюють запалення і загибель клітин. Привернуті запаленням (зокрема, секрецією інтерлейкіна-8 клітинами слизової оболонки) лейкоцити виробляють різні медіатори запалення і хімічно агресивні речовини (зокрема перекис водню), що приводить до прогресу запалення і росту виразки.

## Діагностика

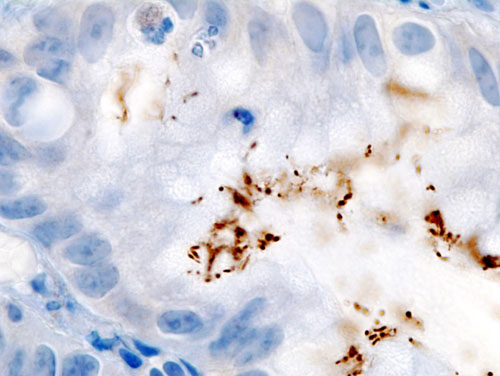
Імуногістохімічне забарвлення H. pylori в біоптаті слизової оболонки шлунка.

Діагностика гелікобактерної інфекції зазвичай проводиться шляхом опитування хворого на наявність диспептичних скарг і проявів, а потім виконання тестів, які можуть допомогти підтвердити або спростувати факт наявності гелікобактерної інфекції.
Неінвазивні (без застосування ендоскопії) тести на наявність бактерії включають визначення титру антитіл в крові до антигенів H. pylori, визначення наявності антигенів H. pylori в калі, а також уреазний дихальний тест, що полягає в тому, що пацієнт випиває розчин міченої 14C- або 13C-вуглецем сечовини, яку бактерія розщеплює з утворенням міченого 14C- або 13C- двоокису вуглецю, який потім може бути виявлений в повітрі, що видихається, за допомогою вимірювання радіоактивності (у випадку мічення радіоактивним ізотопом вуглецю C-14) або мас-спектрометрії (у випадку мічення стабільним ізотопом вуглецю 13C).
Проте найнадійнішим методом діагностики інфекції цією бактерією залишається біопсія, що проводиться під час ендоскопічного обстеження шлунка і дванадцятипалої кишки. Узяту при біопсії тканину слизової оболонки піддають швидкому тестуванню на наявність уреази і антигенів H. pylori, гістологічному дослідженню, а також культуральному дослідженню з виділенням бактерії на штучних живильних середовищах.
Жоден з методів діагностики інфекції H. pylori не є повністю достовірним і захищеним від діагностичних помилок чи невдач. Зокрема, результативність біопсії в діагностиці гелікобактерної інфекції залежить від місця взяття біоптата, тому при ендоскопічному дослідженні обов'язкове взяття біоптатів з різних місць слизової оболонки шлунка. Тести на наявність антитіл до антигенів бактерії мають чутливість всього лише від 76 % до 84 %. Деякі ліки можуть впливати на активність уреази, що виділяється H. pylori, внаслідок чого при дослідженні уреазної активності за допомогою міченої сечовини можуть вийти помилково негативні результати.

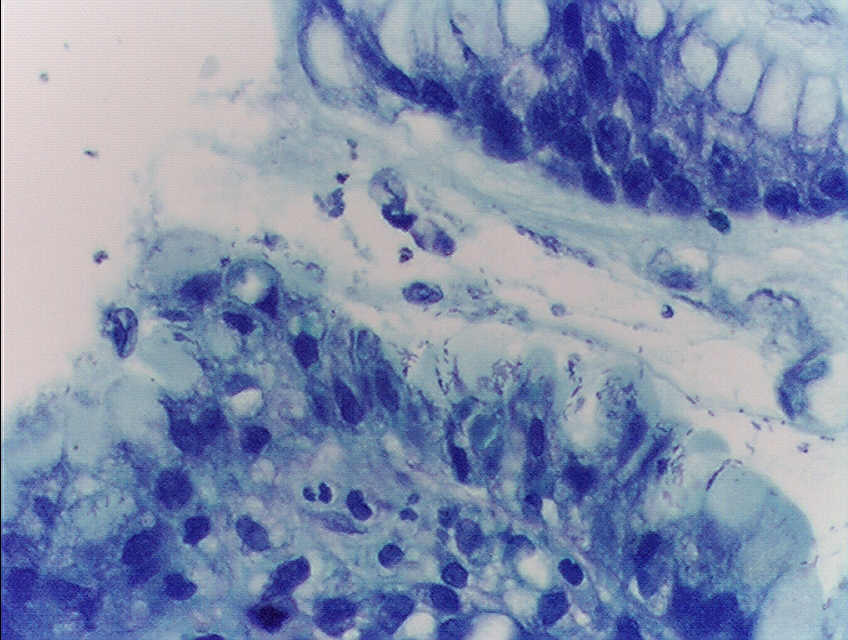
H. pylori в слизовій оболонці шлунка. Забарвлення за Романовським-Гімзе.

Гелікобактерна інфекція може супроводжуватися симптомами або протікати безсимптомно (без будь-яких скарг з боку інфікованого). Передбачається, що до 70 % випадків гелікобактерної інфекції протікають безсимптомно і що від 1/2 до 2/3 людської популяції у світовому масштабі інфіковано H. pylori. Дійсна кількість безсимптомних носіїв бактерії варіює від країни до країни. У розвинених країнах Заходу (Західна Європа, США, Канада, Австралія) ця частка становить приблизно 25 %, проте вона значно вища в країнах так званого «третього світу» та в посткомуністичних країнах Східної Європи і особливо в країнах колишнього Радянського Союзу. У країнах третього світу і в посткомуністичних країнах, унаслідок порівняно низьких санітарних стандартів і умов, не рідкісні випадки виявлення інфекції H. pylori у дітей і підлітків.
Різниця в частоті гелікобактерної інфекції в розвинених країнах Заходу і в країнах «третього світу» пояснюється суворішим дотриманням гігієнічних стандартів і широким використанням антибіотиків. Проте з часом стала виявлятися проблема резистентності до антибіотиків деяких штамів H. pylori. В наш час[коли?] багато штамів цієї бактерії в Європі, США і навіть в країнах, що розвиваються, вже стійкі до метронідазолу.
H. pylori була виділена з калу, слини і зубного нальоту інфікованих пацієнтів, що пояснює можливі шляхи передачі інфекції — фекально-оральний або оральний-оральний (наприклад, при поцілунках, користуванні спільним посудом, спільними столовими приладами, спільними зубними щітками). Можливе (і вельми часто зустрічається) зараження бактерією в установах громадського харчування. Іноді можливе зараження через інфіковані ендоскопи при проведенні діагностичної гастроскопії.

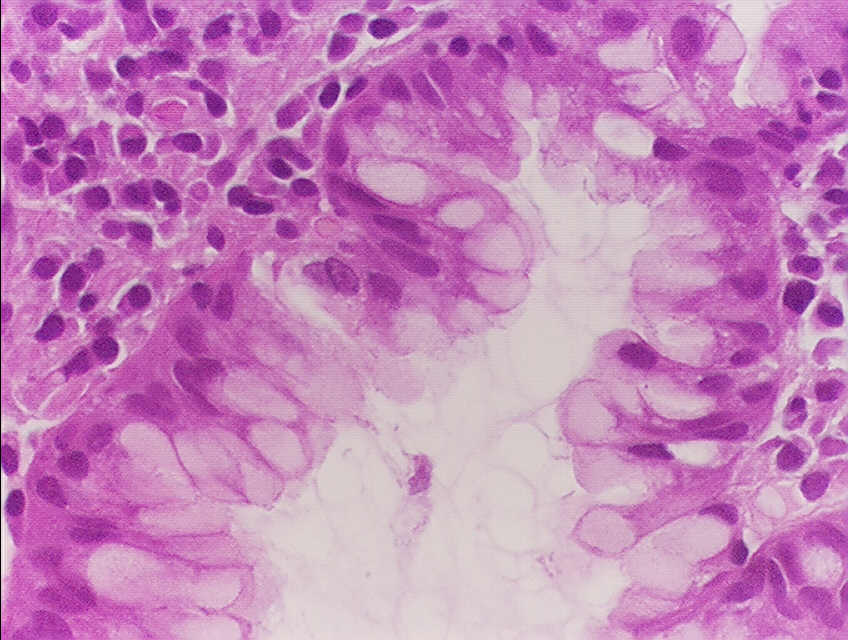
H. pylori в слизовій оболонці шлунка. Забарвлення гематоксилін-еозіном.

Вважається, що при відсутності лікування гелікобактерна інфекція, одного разу колонізувавши слизову оболонку шлунка, може існувати протягом всього життя людини. Проте у літніх людей, а також у хворих з давнім гастритом, гелікобактерна інфекція, ймовірно, може самостійно зникати, оскільки з віком або з давністю захворювання гастритом слизова оболонка шлунка стає дедалі атрофічною, тонкішою і менш придатною для колонізації бактерією. Разом з тим, атрофічний гастрит у немолодих, або гастрит, що перейшов в стадію атрофічного гастриту після багатьох років хвороби, піддається лікуванню набагато важче, ніж гелікобактерні гастрити. Тому не слід відкладати лікування хворих з гострим або хронічним гелікобактерним гастритом в надії, що інфекція «пройде сама».
Відсоток гострих гелікобактерних інфекцій, які переходять в хронічну форму, точно не відомий, проте, в декількох дослідженнях, в яких вивчався природний перебіг хвороби без лікування в людських популяціях, повідомлялося про можливість спонтанного самовилікування (спонтанного усунення мікроба-збудника).

## Лікування
У пацієнтів з пептичною виразкою шлунка, у яких діагностована гелікобактерна інфекція, стандартним протоколом лікування є «ерадикація Helicobacter pylori», тобто лікувальний режим, направлений на повне знищення цього мікроорганізму в шлунку з метою забезпечити умови для загоєння виразки.
Стандартною терапією при гелікобактерній інфекції сьогодні є так звана «однотижнева потрійна терапія». Австралійський гастроентеролог Томас Бороді ввів перший відомий режим «потрійної терапії» в 1987 році. Сьогодні стандартною «потрійною терапією» є комбінація амоксициліну, кларітроміцину й інгібітора протонного насоса, такого, як омепразол. За останні десятиліття були розроблені різні варіанти «подвійної» або «потрійної» терапії, зокрема такі, що використовують інші, сучасніші й потужніші інгібітори протонної помпи, наприклад, езомепразолу, пантопразолу, лансопразолу, рабепразолу, або використовують метронідазол замість амоксициліну або замість кларітроміцину для хворих з алергією до похідних пеніциліну чи до макролідів.
Ці види терапії значно підвищили ефективність лікування пептичних виразок і зробили можливим лікування хвороби, тоді як раніше єдиною можливістю були традиційні методи симптоматичного лікування за допомогою антацидів, антагоністів H2-рецепторів або використання окремо інгібіторів протонної помпи.
Аналіз клінічних випробувань також пропонує додаткове використання пробіотиків, що здатні підвищити темпи ерадикації H. pylori й зменшити побічні ефекти.
На жаль, дедалі більше число хворих нині інфіковані штамами, резистентними до деяких антибіотиків. Як наслідок, перше лікування може закінчитися невдало, після чого потрібне повторне лікування новою комбінацією ліків. Наприклад, для лікування штамів, резистентних до кларитоміцину, рекомендується використання в складі терапії левофлоксацину. Сполуки вісмуту також часто бувають ефективними в комбінації з деякими із згаданих препаратів.
Деякі дослідження показують ефективність лікувальних препаратів рослинного походження, наприклад броколі інгібує ріст H. pylori за допомогою сульфорафану, що міститься в ній. Інші дослідження показують ефективність зеленого чаю у стриманні росту H. pylori та інгібуванні адгезії бактерії до епітеліальних клітин. Зазвичай, проте, використання виключно рослинних препаратів недостатнє для ерадикації H. pylori.

## Зв'язок з раком
Нині частота інфікування H. pylori у розвинених країнах знижується, ймовірно через покращення санітарії та збільшення використання антибіотиків. Це зниження корелює з тим фактом, що в США кількість хворих на виразкову хворобу шлунка та дванадцятипалої кишки у період з 1900 по 2000 рік зменшилася на 80 %. Подібна кореляція також простежується в епідеміологічному зв'язку між H. pylori і раком. Детальніше, як рак шлунка, так і лімфома лімфоїдної тканини, асоційованої зі слизом, пов'язані з H. pylori, а бактерія категоризується як канцероген I групи Міжнародним агентством з дослідження раку (IARC). Попри ці дані, прямого причинно-наслідкового зв'язку не було продемонстровано. Однак, з-поміж бактерій H. pylori вважається найнебезпечнішим канцерогеном.
Нині досліджуються два пов'язаних між собою механізми, за допомогою яких H. pylori може викликати рак. Один механізм стосується збільшення виділення «вільних» радикалів в районі колонії H. pylori, та, як наслідок, збільшення мутацій клітин хазяїна. Інший механізм називається «перигенетичним» шляхом. Він стосується транформації фенотипу клітин за рахунок зміни деяких білків, таких як білки клітинної адгезії. Існує гіпотеза, що ці зміни пов'язані із запаленням, викликаним H. pylori, та збільшенням рівнів фактора некрозу пухлин альфа і інтерлейкіну 6. За цією гіпотезою зміни в адгезії призводять до полегшення міграції мутантних епітеліальних клітин без необхідності додаткових мутацій.

## Генетичні дослідження

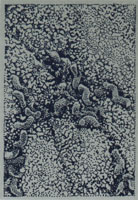
Електронна мікрофотографія H. pylori

Відомі кілька штамів Helicobacter pylori, і геном двох з них повністю секвенований. Геном штаму 26695 складається з приблизно 1,7 мільйона пар основ та містить близько 1550 генів. Два досліджені штами демонструють значні генетичні відмінності, до 6 % послідовності у них різні.
Вивчення генома H. pylori ведеться в основному з метою поліпшити розуміння патогенезу гастритів і виразкової хвороби шлунка, причин здатності цього мікроорганізму викликати ці захворювання. У наш час в базі даних геному Helicobacter pylori 62 гени віднесено до категорії «патогенних» (тобто їх наявність у бактерії корелює з її патогенністю). Обидва досліджені штами мають загальний «патогенний острівець» (загальну послідовність генів, що мають відношення до вірулентності і патогенності цієї бактерії) завдовжки близько 40 kbp, так званий Cag. Цей острівець зазвичай відсутній у штамів, виділених з людей, що є безсимптомними носіями H. pylori. Ген cagA кодує один з головних факторів вірулентності H. pylori. Бактеральні штами, що мають ген cagA, пов'язані із здатністю викликати найбільш тяжкі виразки. Цей ген кодує відносно довгий (1186 амінокислоти) білок. Продукт гена, CagA, потрапляє до людських клітин, де може руйнувати нормальне функціонування цитоскелету. Острівець патогенності Cag містить близько 30 генів, що кодують комплекс системи секреції IV типу. Після приєднання H.pylori до епітеліальних клітин, білок CagA вприскується до них за допомогою цієї системи. Патогенні штами H. pylori активують рецептор епідермального фактора росту (EGFR), мембранний білок з активністю тирозинової кінази. Ця активація пов'язана зі змінами сигнальних систем клітин і експресії генів в епітеліальних клітинах хазяїна, що, ймовірно, сприяє патогенезу. Також відомо, що C-термінальний регіон CagA (амінокислоти 873—1002) може регулювати транскрипцію генів клітини незалежно від фосфорилювання тирозину. Через низький вміст GC гену cagA порівняно з рештою геному, вважається, що він був отриманий від іншого виду бактерій за допомогою горизонтального переносу генів.